# Lista dos deputados federais de Santa Catarina - 53ª legislatura (2007 — 2011)
Lista dos deputados federais de Santa Catarina - 53ª legislatura (2007 — 2011).
| Nº | Deputado                 | Partido | Observação                                            |
| -- | ------------------------ | ------- | ----------------------------------------------------- |
| 1  | Acélio Casagrande        | PMDB    | Suplente                                              |
| 2  | Angela Amin              | PP      |                                                       |
| 3  | Celso Maldaner           | PMDB    |                                                       |
| 4  | Décio Lima               | PT      |                                                       |
| 5  | Edinho Bez               | PMDB    |                                                       |
| 6  | Fernando Coruja          | PPS     |                                                       |
| 7  | Gervásio Silva           | PSDB    |                                                       |
| 8  | João Batista Matos       | PMDB    |                                                       |
| 9  | João Pizzolatti          | PP      |                                                       |
| 10 | Jorge Boeira             | PT      | Suplente. Assumiu a vaga de Carlito Merss             |
| 11 | José Carlos Vieira       | DEM     | Suplente                                              |
| 12 | Nelson Goetten           | PR      |                                                       |
| 13 | Paulo Bornhausen         | DEM     |                                                       |
| 14 | Valdir Colatto           | PMDB    |                                                       |
| 15 | Cláudio Antônio Vignatti | PT      |                                                       |
| 16 | Odacir Zonta             | PP      |                                                       |
| 17 | Carlito Merss            | PT      | Renunciou                                             |
| 18 | Djalma Berger            | PSB     | Renunciou                                             |
| 19 | Mauro Mariani            | PMDB    | Licenciado                                            |
| 20 | Paulo Bauer              | PSDB    | Suplente (Licenciado) Assumiu a vaga de Djalma Berger |